# Pocheň (Brumovice)
Pocheň (německy Pochmühl, polsky Pochnia) je vesnice, část obce Brumovice v okrese Opava. Nachází se asi 2,5 km na severozápad od Brumovic. V roce 2009 zde bylo evidováno 82 adres. V roce 2001 zde trvale žilo 5 obyvatel.
Pocheň leží v katastrálním území Úblo o výměře 5,56 km2.

## Název
Původní jméno vesnice bylo Pochmühle, což bylo obecné označení stoupy, mlýnu podobného zařízení na roztloukání rudy. Osada tedy vznikla u takového zařízení a získala od něj své jméno. České jméno vzniklo z první části německého (snad jeho nepochopením (pochen = "tlouct"), jak naznačuje doklad z roku 1574 Pochný mlýn). Nejasné je pojmenování z roku 1870 Klasovní mlýn. V místní mluvě má jméno mužský rod.

## Historie
První písemná zmínka o obci pochází z roku 1558.
Osadu Pocheň po odsunu původních německých obyvatel osídlili čeští občané.

## Přírodní poměry
Na pravostranném přítoku řeky Opavy Čižině je vodní nádrž Pocheň s rozlohou s celkovým objemem 780 000 m3. V přítoku nádrže od ústí po splav nad mostem v obci Pocheň je rybolov zakázán.

## Pamětihodnosti
- Na osamoceném pahorku na okraji chatové osady Pocheň se nachází zřícenina gotického hradu Vartnov (německy Wartenau, polsky Wartnów)
- Zvonička na návsi
- Lidová architektura (např. stavení čp. 6 a 16)

## Fotogalerie

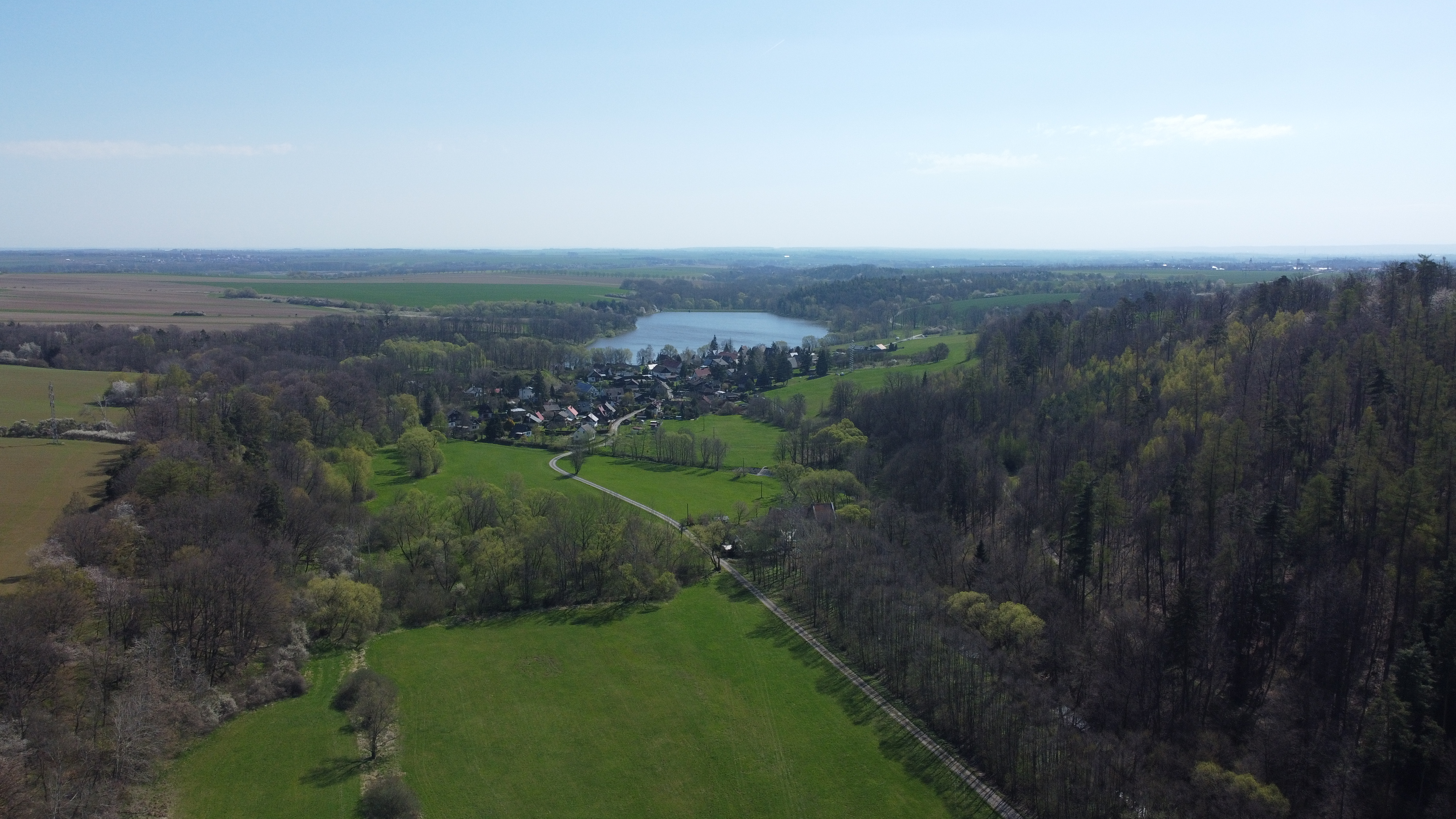
Pohled na Pocheň z dronu
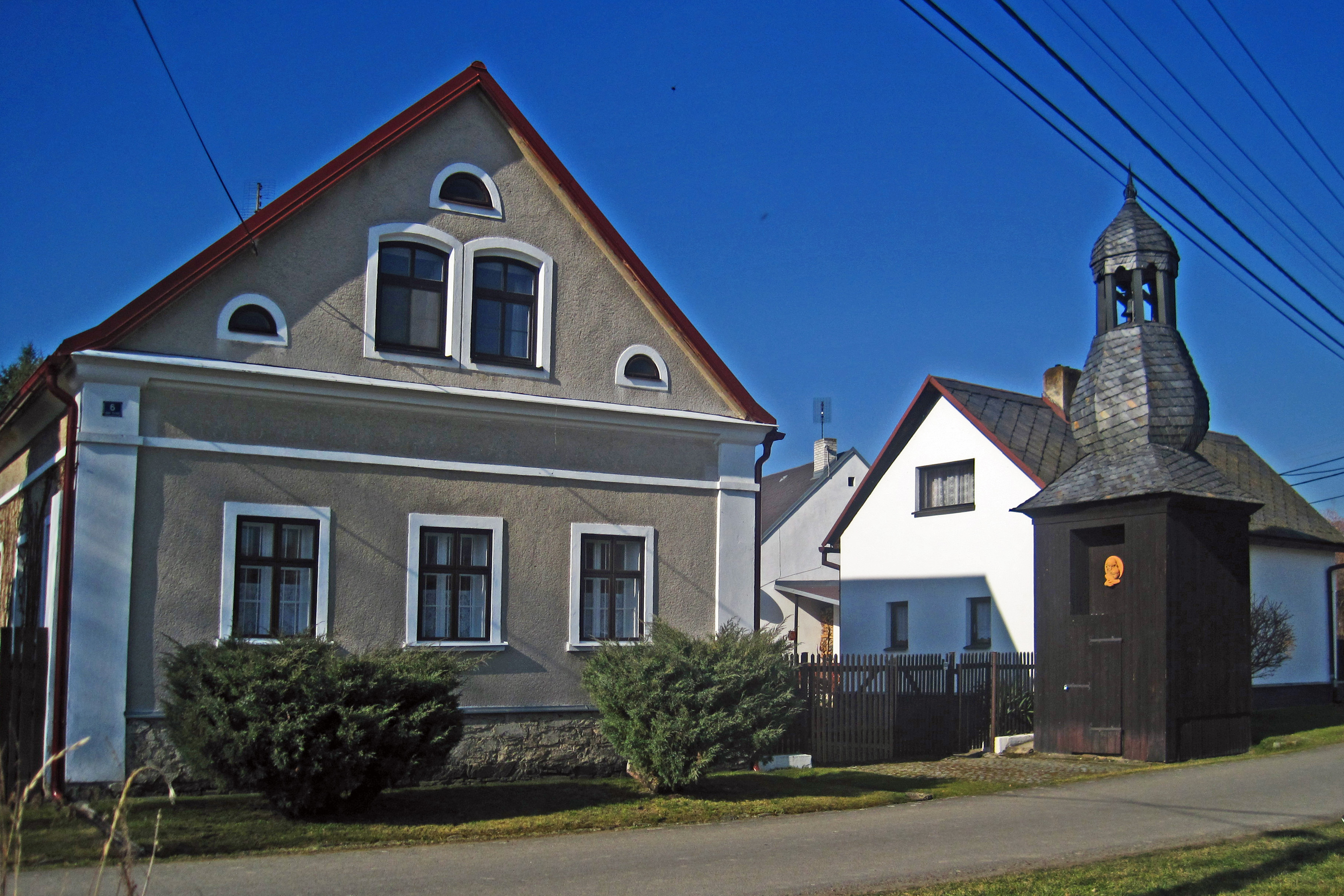
Zvonička a chalupa čp. 6
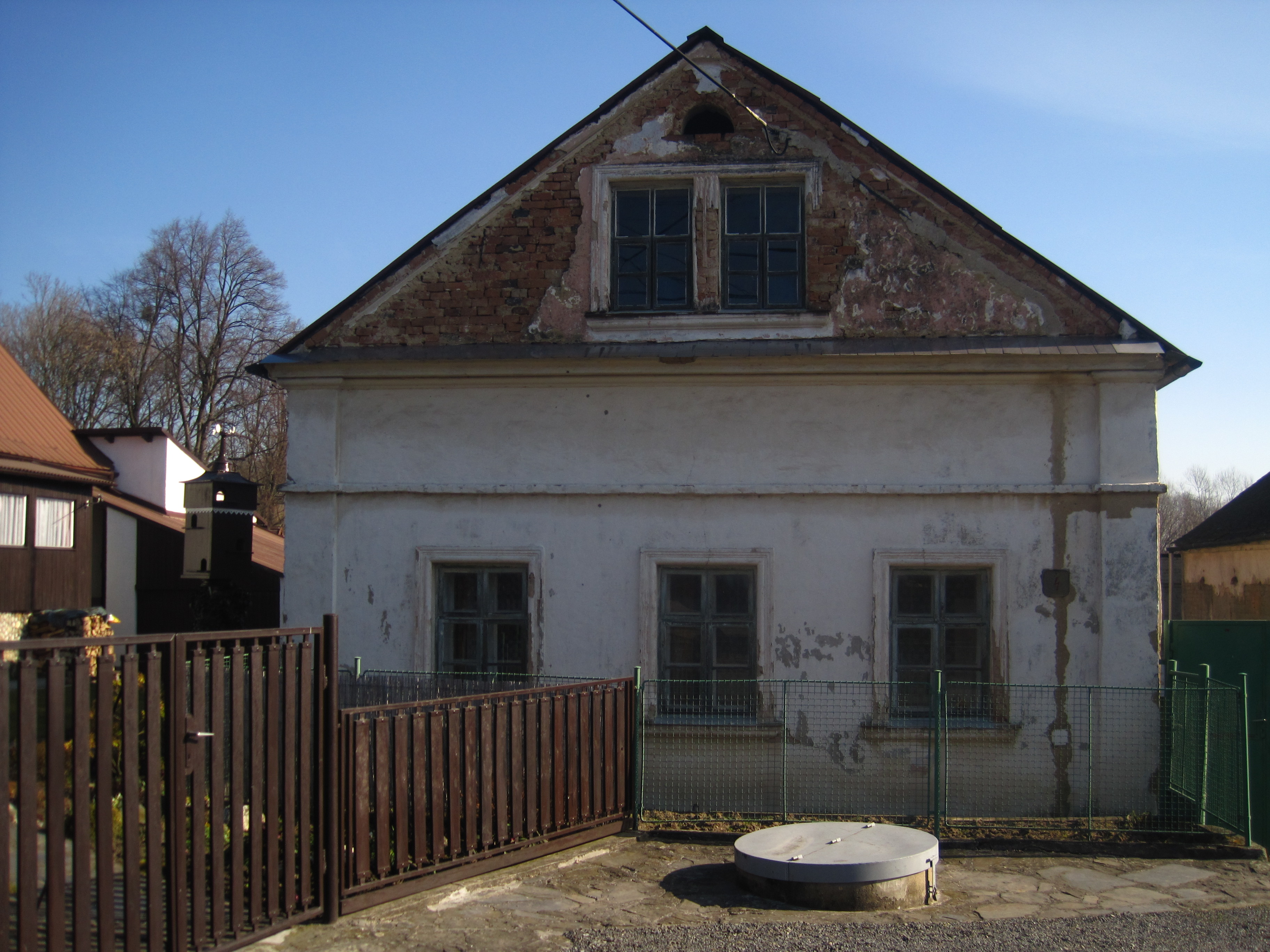
Chalupa čp. 16
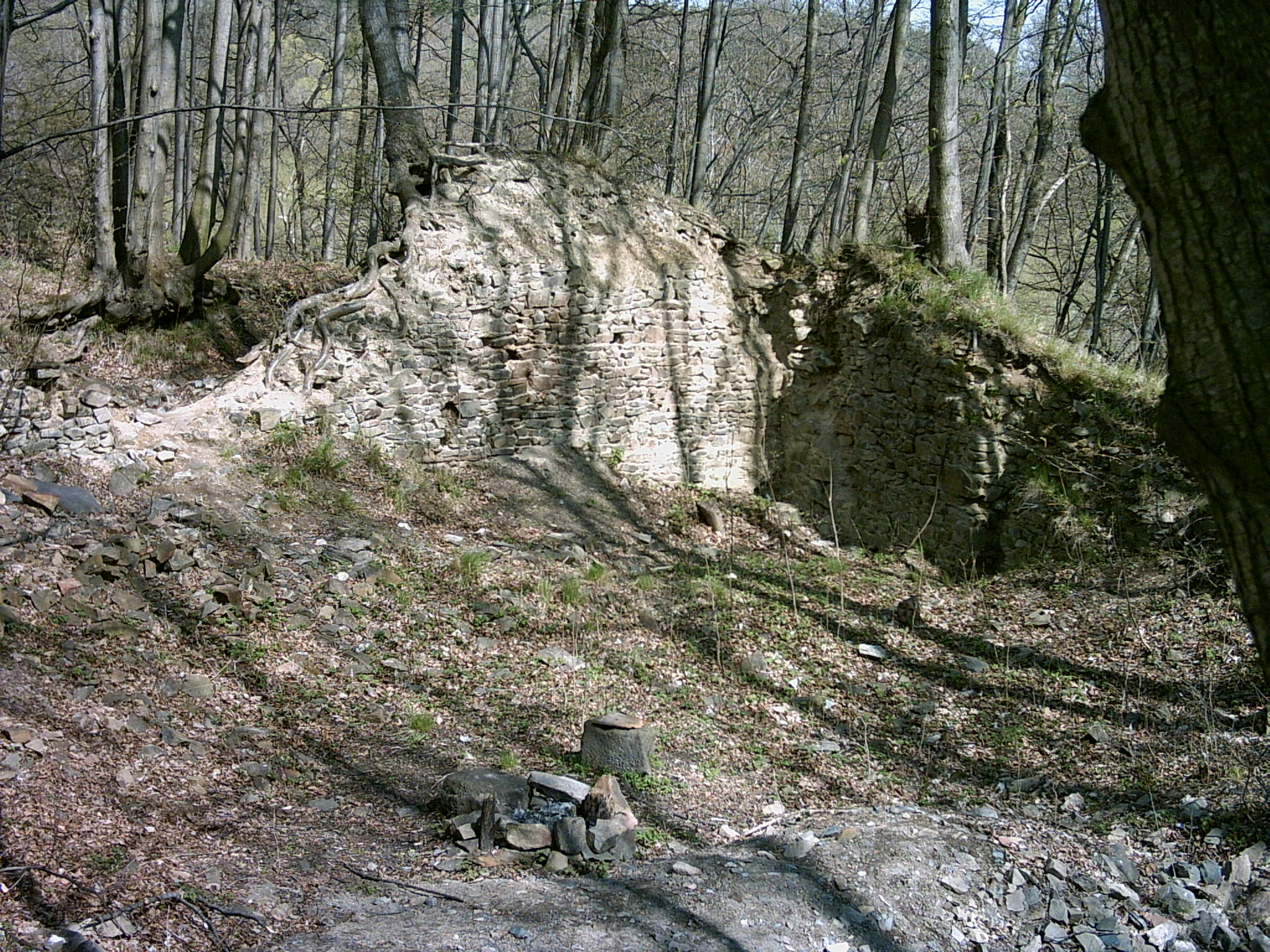
Zřícenina hradu Vartnov
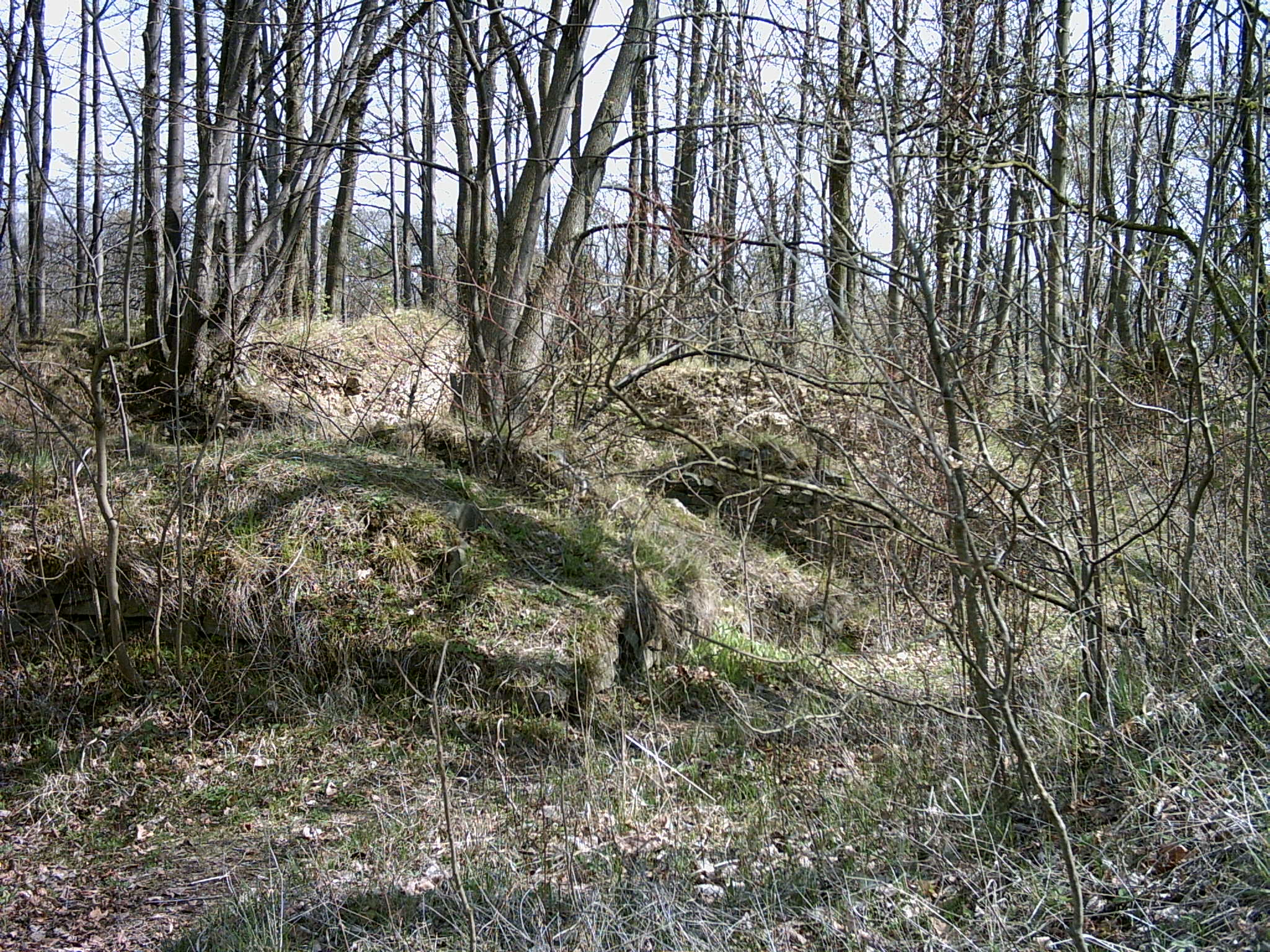
Zřícenina hradu Vartnov – celkový pohled